# Hamadryas fasciata
Hamadryas fasciata är en fjärilsart som beskrevs av Rothschild 1894. Hamadryas fasciata ingår i släktet Hamadryas och familjen praktfjärilar. Inga underarter finns listade i Catalogue of Life.